# Kiba: Ankoku Kishi Gaiden
Kiba: Ankoku Kishi Gaiden (呀〈KIBA〉 〜暗黒騎士鎧伝〜? lett. "la storia del cavaliere delle tenebre") è un film del 2011 diretto da Keita Amemiya. Si tratta di uno spin-off della serie televisiva Garo, pubblicato per il mercato home video e proiettato per una sola settimana in alcune sale giapponesi selezionate. Il film presenta illustrazioni in stile emaki, combinando elaborazioni digitali (VFX) con sequenze live-action. 
A distanza di cinque anni dallo speciale per la tv Byakuya no Majū, ritorna nel film il personaggio di Kaoru Mitsuki, interpretata da Mika Hijii, in una storia drammatica dedicata al cavaliere delle tenebre Barago, interpretato nuovamente da Masaki Kyomoto. Kiba Gaiden si colloca infatti tra l'episodio 23 e l'episodio 24 della prima serie di Garo.

## Trama
Kaoru si risveglia in una stanza buia. Davanti a lei c'è il dottor Ryūzaki insiema a una donna sconosciuta. Ryūzaki spiega a Kaoru che la rinascita di Meshia, madre di tutti gli orrori, richiedeva il sacrificio di un umano veramente speciale e così lui ha scelto lei, quando era soltanto una bambina di sei anni. Kaoru si domanda come sia possibile che un cavaliere makai sia stato corrotto dall'oscurità. Ryūzaki racconta il suo passato.
Barago viveva felicemente con i suoi genitori: un cavaliere makai e una sacerdotessa. Un giorno, sua madre si ammalò e venne posseduta da un orrore. Il padre, indossata l'armatura, fu costretto a ucciderla. Da quel momento, Barago decise che sarebbe diventato un cavaliere makai, per poter uccidere personalmente tutti gli orrori. 
Diventa allievo del cavaliere d'oro, Taiga Saejima, padre di Kōga, ma il suo addestramento procede troppo lentamente. Visitando un'antica biblioteca, viene a contatto con un libro di magia nera, al cui interno vive l'ombra di Meshia. In quel momento, Barago stringe un patto con la creatura e si fa assorbire dalla sua armatura makai, diventando Kiba, il cavaliere delle tenebre. 
Per ottenere il potere tanto desiderato, Barago non uccide soltanto gli orrori, ma anche i cavalieri makai. Soltanto Bado, il cavaliere dell'ovest, tiene testa a Kiba in più occasioni.  
Anche la donna vicina a Ryūzaki, Elda, parla con Kaoru. Un tempo lei era una maga guida dei makai e amava il cavaliere Shinji. A quest'ultimo fu ordinato di recuperare la carcassa dell'orrore Gyanon, noto come "la zanna di Meshia" (メシアの牙?, Meshia no Kiba). Partì un gruppo formato da Shinji, Elda e due cavalieri. Giunti sul posto, i cavalieri tradirono e uccisero Shinji e Elda. Sin dalla partenza, i due cavalieri erano stati posseduti dagli orrori e quando iniziarono a cercare la carcassa di Gyanon, trovarono soltanto Barago, che li uccise. Elda, ancora viva, decise di leggere il futuro al cavaliere delle tenebre e accettò di rinascere, diventando sua servitrice.
Prima di essere sconfitto, Bado aveva fatto sì che nello spirito di Barago ci fosse ancora una luce, quella del cavaliere d'oro Garo. Quando Meshia se ne accorge, mette alla prova Kiba, che riesce comunque a vincere la battaglia interna contro Garo. Terminata la visione, Meshia prende il controllo di Kaoru e dice a Barago che c'è ancora della luce. Per ottenere il potere, Kiba deve perdere completamente la sua umanità. Il cammino della distruzione è ormai spianato e così Barago trova la forza per distruggere l'ultimo legame: il ricordo di sua madre. 

## Personaggi e interpreti
- Karune Ryūzaki / Barago / Kiba, (龍崎 駈音, Ryūzaki Karune), interpretato da Masaki Kyomoto.
- Kaoru Mitsuki, (御月 カオル, Mitsuki Kaoru), interpretata da Mika Hijii.
- Elda, (魔戒導師エルダ, Makai Dōshi Eruda), interpretata da Leah Dizon.
- Madre di Barago, interpretata da Mikoto Inoue.
- Barago bambino, interpretato da Raima Hiramatsu.
- Sagoma di Barago, interpretato da Mizuho Yoshida.
- Sagoma di Meshia, interpretata da Asami Sugiura.
- Cavaliere dell'ovest Bado (バド), doppiato da Kazuhiko Inoue.
- Cavalieri traditori, doppiati da Shin'ya Iida e Kokoro Tanaka.

## Colonna sonora
Come nel film del 2010 Garo: Red Requiem, il produttore musicale è Shunji Inoue e le musiche sono state composte da Yoshichika Kuriyama e Shiho Terada. 
La sigla finale (Warrior 闇を駆ける呀＜KIBA＞?, Yami o kakeru Kiba) è scritta, cantata e composta da Hironobu Kageyama, storico doppiatore di Zaruba nel franchise di Garo e fondatore dei JAM Project, con arrangiamento di Ken'ichi Sudō (須藤賢一?).

## Distribuzione
Il film è uscito il 7 settembre 2011 in Giappone direttamente in DVD e Blu-ray, ma viste le richieste dei fan è stato proiettato anche in sala, il 3 settembre al Cine Libre di Ikebukuro, quartiere di Tōkyō, e il 4 settembre al Cine Libre di Umeda, quartiere di Ōsaka. Ulteriori proiezioni di un giorno si sono tenute a Nagoya, Fukuoka e Sapporo fino al 9 settembre 2011. Nel cinema di Ikeburo sono intervenuti il regista Keita Amemiya e l'attore Masaki Kyomoto, mentre a Umeda soltanto Kyomoto.